# كأس أرمينيا 2014–15
كأس أرمينيا 2014–15 (بالأرمنية: Հայաստանի ֆուտբոլի գավաթ 2014-15)‏ هو الموسم 24 من كأس أرمينيا. أقيم خلال الفترة 17 سبتمبر 2014 وحتى 6 مايو 2015، وأشرف على تنظيمه اتحاد أرمينيا لكرة القدم، وكان عدد الأندية المشاركة فيه 8، وفاز فيه بيونيك يريفان.